# Riberes de l'Alt Segre
Les Riberes de l'Alt Segre són un espai fluvial que se situa a la comarca de la Cerdanya i presenta unes aigües en molt bon estat de conservació. Els boscos de ribera, vernedes (Alno-Padion) i salzedes (Salicion-Triandrae-fragilis), estan ben conservats i la comunitat faunística presenta singularitats dins el context català com ara la llúdriga (Lutra lutra) i el turó (Mustela putorius).

## Medi físic
L'spai comprèn un pla situat en una conca intramuntanyosa, que s'ha desenvolupat segons dos sistemes de falles, amb farciment per materials d'origen lacustre i fluvial d'edat neògena. Es tracta d'un pla a 1.000 metres d'altitud amb una humanització de caràcter tradicionalment rural, fonamentada en l'explotació del bosc i la ramaderia. El tram alt del riu Segre manté una dinàmica fluvial força activa, amb avingudes i creació de platges i dipòsits de còdols.